# Assemblea Nacional (República Centreafricana)
L' Assemblea Nacional és la cambra unicameral del Parlament de la República Centreafricana. Els membres, en mandats de cinc anys, s'elegeixen en circumscripcions uninominals mitjançant el sistema de dues voltes.

## Història
El primer braç legislatiu es va establir el gener de 1947, anomenat Consell Representatiu d'Ubangui-Chari. Va ser substituït per l'Assemblea Territorial de 50 membres l'abril de 1952. L'Assemblea Legislativa Constituent es va crear el desembre de 1958. L'Assemblea Legislativa de la CAR de 50 membres va començar les seves funcions el febrer de 1959. Va ser substituït per l'Assemblea Nacional el 12 de desembre de 1960.
Jean-Bédel Bokassa va dissoldre l'Assemblea Nacional el 1966 i va empresonar molts dels seus diputats. La constitució de l'Imperi Centreafricà el 1976 esbossava l'Assemblea Nacional amb eleccions previstes el 1979, però Bokassa va ser enderrocat abans que les eleccions es pugessin celebrar.
La legislatura de la República era anteriorment (almenys a partir de 1990) una institució bicameral coneguda com a Congrés, de la qual l'Assemblea Nacional era la cambra baixa; la cambra alta s'anomenava Consell Econòmic i Regional.
El Senat ha estat abolit després de l'adopció de la constitució del 2023, i l'Assemblea Nacional tornarà a ser unicameral.